# Loxolomia
Loxolomia is een geslacht van vlinders uit de familie nachtpauwogen (Saturniidae). De wetenschappelijke naam van het geslacht is voor het eerst geldig gepubliceerd in 1869 door J. Peter Maassen. Soorten van dit geslacht komen uitsluitend in de Nieuwe Wereld voor.
De typesoort van het geslacht is Loxolomia serpentina Maassen, 1869

## Soorten
- Loxolomia johnsoni Schaus, 1932
- Loxolomia serpentina Maassen, 1869
- Loxolomia winbrechlini Brechlin & Meister, 2014